# Hoste da Reggio
Hoste da Reggio (anche L'Hoste, L'Osto, Oste e Bartolomeo Torresano) (Reggio Emilia, 1520 – Bergamo, 1569) è stato un compositore italiano del Rinascimento, attivo a Milano e in altre parti del nord Italia.
È famoso per i suoi madrigali, che furono pubblicati in diverse raccolte, principalmente a Venezia.

## Biografia
Era di Reggio Emilia, figlio di un oste. Si sa poco di lui prima del 1540, ma sappiamo che ricevette una buona educazione musicale. Nel 1540 era a Milano e durante gli anni 1540 fece conoscenza con la nobiltà e le potenze ecclesiastiche. Il governatore di Milano, Ferrante Gonzaga, lo assunse nel 1540; il ruolo esatto non è noto ma potrebbe aver comportato la supervisione della musica nella chiesa di Santa Maria alla Scala. Era nelle grazie della famiglia Gonzaga e, quando il governatore fu deposto dal duca d'Alba nel 1554 durante la guerra italiana del 1551-1559, perse il lavoro.
Nel 1555 ottenne una prebenda a S. Calimero, sempre a Milano, e tre anni dopo raggiunse la prestigiosa posizione di maestro di cappella (direttore del coro, il più alto incarico musicale) nel Duomo di Milano. Nel 1563 riprese le sue precedenti funzioni a S. Calimero, rimanendo lì fino al 1567, quando lasciò Milano per andare a Bergamo, dove prestò servizio come maestro di cappella a Santa Maria Maggiore. Lì morì due anni dopo.
Insolitamente rispetto agli altri compositori del Rinascimento, ci è giunto un suo ritratto. È anonimo e attualmente di proprietà di una collezione privata a Brescia: lo rappresenta, vestito da prete, con in mano uno dei suoi libri di madrigali.
Dopo la sua morte il suo nome venne talvolta riportato sulle ristampe delle sue opere, come Spirito L'Hoste, sebbene questo nome non fosse mai stato usato in vita. Ciò può essere dovuto alla confusione con un altro compositore, Gasparo Pratoneri, "Spirito da Reggio".

## Musica e influenza
Lo stile di Hoste da Reggio mostrava molte delle caratteristiche tipiche dei madrigali della metà del secolo, che a quel tempo si stava evolvendo in diverse direzioni. Pubblicò i suoi madrigali in cinque volumi a Venezia tra il 1547 e il 1554.
Alcuni dei metodi di composizione madrigale comuni intorno al 1550 che possono essere trovati anche nella musica di Hoste includono il cromatismo, le inusuali progressioni di accordi, specialmente attorno alle cadenze e la scrittura di note nere . Nello stile delle note nere, i passaggi rapidi (scritti in note piene, ovvero note "nere") si alternano a sezioni più lente, spesso in estremo contrasto. Un'altra tensione stilistica evidente nella scrittura di Hoste è il modo "arioso", in cui una o più voci cantano in uno stile più declamatorio, anticipando sviluppi successivi del secolo come il madrigale solista e un'importanza crescente delle parti di soprano e basso; prima di allora, specialmente nello stile contrappuntistico della scuola franco-fiamminga negli anni 40 del '500, l'assoluta uniformità delle parti era un ideale ricercato, in cui nessuna parte doveva predominare nella trama.
Di tanto in tanto usava una melodia ripetitiva nella linea del soprano, con le parti inferiori che lo accompagnavano in modo diverso ogni volta che si ripeteva. Ciò mostra molto probabilmente l'influenza di Francesco Corteccia, il famoso musicista e madrigalista dei Medici di Firenze, che stava fondendo consapevolmente arte e stili musicali popolari. La procedura di utilizzo di una semplice linea ripetuta in questo modo sarebbe stata ripresa in epoca barocca, molto spesso come un basso ostinato, e di nuovo nelle cantate di JS Bach .
Hoste pubblicò anche un libro di Magnificat e mottetti; questa raccolta di musica sacra (1550) fu pubblicato a Milano anziché a Venezia.